# モノモイガール
モノモイガール（英: Monomoy Girl）は、アメリカ合衆国の競走馬。主な勝ち鞍は2018年のブリーダーズカップ・ディスタフ(GI)、ケンタッキーオークス(GI)、エイコーンステークス(GI)、CCAオークス(GI)、アッシュランドステークス(GI)、2020年のラトロワンヌステークス(GI)、ブリーダーズカップ・ディスタフ(GI)。

## 戦績

### デビュー前
2016年のキーンランド・イヤリング・セールに上場され、血統面では目立たない存在であったものの、その落ち着いた気性と馬体の良さに注目したBSWブラッドストックのリズ・クロー(Liz Crow)によって10万ドルで落札される。

### 2歳時（2017年）
2017年9月にデビュー。デビュー当時はゲートが苦手であったため、少しでも長めの距離の競走が適しているというブラッド・コックス調教師の見立てにより、ダート向きの血統ながら芝の競走を使われて2連勝する。初ダートとなった3戦目のブラックタイプ競走も快勝するが、ゴールデンロッドステークスでロードトゥヴィクトリーにクビ差で敗れ、初の敗戦を喫する。

### 3歳時（2018年）
3歳初戦のレイチェルアレクサンドラステークスを制し、初重賞制覇を果たすと、続くアッシュランドステークスも5馬身半差で制してGIタイトルを手にした。迎えたケンタッキーオークスでは、サンタアニタオークス勝ち馬のミッドナイトビスーに1番人気の座は譲ったものの、先行策から早めに抜け出して伏兵ワンダーガドーの追撃を半馬身差抑えて栄冠を手にした。
その後、エイコーンステークスとCCAオークスを連勝してGI4連勝を達成。しかし、ニューヨーク牝馬三冠（トリプルティアラ）達成がかかるアラバマステークスには向かわず、より賞金の高いコティリオンステークスに直行した。コティリオンステークスでは前走でも勝利したミッドナイトビスーとの再戦となり、デッドヒートの結果モノモイガールがクビ差先着して1位入選を果たす。しかし、直線で内を突いたミッドナイトビスーの進路を妨害する場面があり、2着降着となって連勝はストップした。
古馬初対戦のブリーダーズカップ・ディスタフでも前年のエクリプス賞最優秀3歳牝馬を受賞したエイベルタズマンらを抑えて1番人気に推された。大外11番枠から2番手を追走し、4コーナー手前では楽な手応えで先頭に躍り出る。直線では後続を競り落とし、ゴール前で内から追い上げてきた2着ワウキャットに1馬身差をつけて優勝し、牝馬チャンピオンの座に輝いた。そして、この年のエクリプス賞最優秀3歳牝馬を受賞した。

### 4歳時（2019年）
2019年は1年を通して疝痛や脚の故障に悩まされ、一度もレースに出走することができなかった。

### 5歳時（2020年）
2020年5月16日、1年半ぶりのレースとなる一般戦を快勝。7月11日にはG2ラフィアンSで久々の重賞勝利。続く9月4日のG1ラトロワンヌSも勝利し、2018年11月のブリーダーズカップ・ディスタフ以来のG1勝利を果たした。
11月7日、G1ブリーダーズカップ・ディスタフに出走。直線入口で先頭に立つと、2着に1馬身3/4馬身差をつけて快勝した。2018年に続き、同レース2勝目となった。
ブリーダーズカップ・ディスタフを勝利した翌日11月8日、キーンランドで行われた繁殖牝馬セールの目玉として本馬が出され、当セールにおける史上三番目の高額レコードとなる950万ドル（約10億4500万円）で地元アメリカのスペンドスリフトファームに落札された。そして、この年のエクリプス賞最優秀古牝馬を受賞した。

### 6歳時（2021年）
繁殖セリで落札された後の6歳シーズンも競走生活を続行し、当初は2月中旬のオークローンパーク競馬場のG3バヤコアステークスから始動する予定であったが、天候不順により開催が延期され、その後2月28日に開催された同競走では単勝オッズ1.2倍と大きな支持を受け、競走でも最後の直線で鞭を入れられると大きく伸びて2馬身差の勝利を手にした。
続く4月17日のG1アップルブロッサムハンデキャップでは前年のプリークネスステークス優勝馬スイススカイダイバーとの対戦となり、1番人気を2頭で分け合っていた。レースでは先頭を行くレトルスカとスイススカイダイバーの2頭の後ろにつけて進み、第3コーナーから前方進出を図ったものの、内ラチ沿いをきれいに走った6ポンド軽量のレトルスカをハナ差捕らえきれずに2着と敗れた。
その後、筋肉痛のためモノモイガールはしばらく休養に充てられていたが、9月に種子骨を骨折、9月21日に競走生活引退が発表された。ケンタッキー州レキシントンのスペンドスリフトファームで繁殖入りする。
繁殖入り初年度となる2022年はイントゥミスチーフと交配する予定。

### 競走成績
以下の内容は、EQUIBASEの情報に基づく。
| 出走日     | 競馬場             | 競走名                                 | 格 | 距離   | 着順 | 騎手       | 着差        | 1着（2着）馬         |
| ---------- | ------------------ | -------------------------------------- | -- | ------ | ---- | ---------- | ----------- | -------------------- |
| 2017.09.05 | インディアナ       | 未勝利                                 |    | 芝8f   | 1着  | M.ペドロサ | 3馬身3/4    | （Lemon Princess）   |
| 0000.09.28 | チャーチルダウンズ | アローワンス・オプショナルクレーミング |    | 芝8f   | 1着  | F.ジェルー | 1馬身1/4    | （Moonlight Rain）   |
| 0000.10.29 | チャーチルダウンズ | ラグズトゥリッチズステークス           |    | ダ8f   | 1着  | F.ジェルー | 6馬身1/2    | （Queen Mum）        |
| 0000.11.25 | チャーチルダウンズ | ゴールデンロッドステークス             | G2 | ダ8.5f | 2着  | F.ジェルー | クビ        | Road to Victory      |
| 2018.02.17 | フェアグラウンズ   | レイチェルアレクサンドラステークス     | G2 | ダ8.5f | 1着  | F.ジェルー | 2馬身1/2    | （Classy Act）       |
| 0000.04.07 | キーンランド       | アッシュランドステークス               | G1 | ダ8.5f | 1着  | F.ジェルー | 5馬身1/2    | （Eskimo Kisses）    |
| 0000.05.04 | チャーチルダウンズ | ケンタッキーオークス                   | G1 | ダ9f   | 1着  | F.ジェルー | 1/2馬身     | （Wonder Gadot）     |
| 0000.06.09 | ベルモントパーク   | エイコーンステークス                   | G1 | ダ8f   | 1着  | F.ジェルー | 2馬身       | （Talk Veuve to Me） |
| 0000.07.22 | サラトガ           | CCAオークス                            | G1 | ダ9f   | 1着  | F.ジェルー | 3馬身       | （Midnight Bisou）   |
| 0000.09.22 | パークスレーシング | コティリオンステークス                 | G1 | ダ8.5f | 2着  | F.ジェルー | 1位入線降着 | Midnight Bisou       |
| 0000.11.03 | チャーチルダウンズ | ブリーダーズカップ・ディスタフ         | G1 | ダ9f   | 1着  | F.ジェルー | 1馬身       | （Wow Cat）          |
| 2020.05.16 | チャーチルダウンズ | アローワンス・オプショナルクレーミング |    | ダ8f   | 1着  | F.ジェルー | 2馬身3/4    | (Red Dane)           |
| 0000.07.11 | ベルモントパーク   | ラフィアンステークス                   | G2 | ダ8f   | 1着  | F.ジェルー | 2馬身       | (Vexalious)          |
| 0000.09.04 | チャーチルダウンズ | ラトロワンヌステークス                 | G1 | ダ8.5f | 1着  | F.ジェルー | 1馬身3/4    | (Lady Kate)          |
| 0000.11.07 | キーンランド       | ブリーダーズカップ・ディスタフ         | G1 | ダ9f   | 1着  | F.ジェルー | 1馬身3/4    | (Valiance)           |
| 2021.02.28 | オークローンパーク | バヤコアステークス                     | G3 | ダ8.5f | 1着  | F.ジェルー | 2馬身       | (Our Super Freak)    |
| 0000.04.17 | オークローンパーク | アップルブロッサムハンデキャップ       | G1 | ダ8.5f | 2着  | F.ジェルー | ハナ        | Letruska             |

## 血統表
| モノモイガールの血統  | モノモイガールの血統                         | モノモイガールの血統   | （血統表の出典）       | （血統表の出典） |
| 父系                  | シアトルスルー系                             | シアトルスルー系       | シアトルスルー系       | [ § 2 ]          |
| 父 Tapizar 2008 鹿毛  | 父の父Tapit 2001 芦毛                        | Pulpit                 | A.P. Indy              | A.P. Indy        |
| 父 Tapizar 2008 鹿毛  | 父の父Tapit 2001 芦毛                        | Pulpit                 | Preach                 |                  |
| 父 Tapizar 2008 鹿毛  | 父の父Tapit 2001 芦毛                        | Tap Your Heels         | Unbridled              | Unbridled        |
| 父 Tapizar 2008 鹿毛  | 父の父Tapit 2001 芦毛                        | Tap Your Heels         | Ruby Slippers          |                  |
| 父 Tapizar 2008 鹿毛  | 父の母Winning Call 1998 鹿毛                 | Deputy Minister        | Vice Regent            | Vice Regent      |
| 父 Tapizar 2008 鹿毛  | 父の母Winning Call 1998 鹿毛                 | Deputy Minister        | Mint Copy              |                  |
| 父 Tapizar 2008 鹿毛  | 父の母Winning Call 1998 鹿毛                 | Call Now               | Wild Again             | Wild Again       |
| 父 Tapizar 2008 鹿毛  | 父の母Winning Call 1998 鹿毛                 | Call Now               | Carols Christmas       |                  |
| 母 Drumette 2008 鹿毛 | 母の父*ヘニーヒューズ Henny Hughes 2003 栗毛 | *ヘネシー              | Storm Cat              | Storm Cat        |
| 母 Drumette 2008 鹿毛 | 母の父*ヘニーヒューズ Henny Hughes 2003 栗毛 | *ヘネシー              | Island Kitty           |                  |
| 母 Drumette 2008 鹿毛 | 母の父*ヘニーヒューズ Henny Hughes 2003 栗毛 | Meadow Flyer           | Meadowlake             | Meadowlake       |
| 母 Drumette 2008 鹿毛 | 母の父*ヘニーヒューズ Henny Hughes 2003 栗毛 | Meadow Flyer           | Shortley               |                  |
| 母 Drumette 2008 鹿毛 | 母の母Endless Parade 1997 黒鹿毛             | Williamstown           | Seattle Slew           | Seattle Slew     |
| 母 Drumette 2008 鹿毛 | 母の母Endless Parade 1997 黒鹿毛             | Williamstown           | Winter Sparkle         |                  |
| 母 Drumette 2008 鹿毛 | 母の母Endless Parade 1997 黒鹿毛             | Mnemosyne              | Saratoga Six           | Saratoga Six     |
| 母 Drumette 2008 鹿毛 | 母の母Endless Parade 1997 黒鹿毛             | Mnemosyne              | My Lady Love           |                  |
| 母系(F-No.)           | 21号族(FN:21-a)                              | 21号族(FN:21-a)        | 21号族(FN:21-a)        | [ § 3 ]          |
| 5代内の近親交配       | Seattle Slew5×4＝9.38%                       | Seattle Slew5×4＝9.38% | Seattle Slew5×4＝9.38% | [ § 4 ]          |
| 出典                  | 1. 2. 3. 4.                                  | 1. 2. 3. 4.            | 1. 2. 3. 4.            | 1. 2. 3. 4.      |